# 3М8
КС-40 (индекс ГРАУ — 3М8, по классификации НАТО — SA-4A) — советская зенитная управляемая ракета зенитного ракетного комплекса 2К11 «Круг».

## История создания
Разработка ракеты для ЗРК 2К11 «Круг» была начата в Свердловском ОКБ-8 под руководством Л. В. Люльева. Разработкой бортовой аппаратуры 1СБ7 занималось конструкторское бюро НИИ-20 под руководством Н. Я. Хитрова. В 1960 году были проведены бросковые запуски. К первым тестовым испытаниям ЗРК 2К11 ракета готова не была, поэтому запускались ракеты В-750 из состава ЗРК С-75. К 1962 году основные проблемы, препятствующие использованию ракеты были устранены, далее ЗУР 3М8 проходила испытания в составе зенитно-ракетного комплекса.

## Описание конструкции
Зенитная управляемая ракета 3М8 предназначена для использования в составе ЗРК 2К11. Ракета 3М8 имеет две ступени. Двухступенчатая конструкция обусловлена невозможностью работы маршевого двигателя при низких скоростях. Во второй ступени размещён маршевый прямоточный воздушно-реактивный двигатель 3Ц4. В центральной части ступени расположена осколочно-фугасная боевая часть 3Н11, массой 150 кг, с радиовзрывателем 3Э26 и баллоном воздушного аккумулятора давления. В качестве окислителя используется воздух, в баках размещён керосин общей массой 270 кг, и изопропилнитрат массой 27 кг. Полный вес второй ступени составляет около 1400 кг. На первой ступени находятся стартовые твердотопливные ракетные двигатели 3Ц5 с зарядами 4Л11, состоящими из баллистического твёрдого топлива РСИ-12К, для разгона до числа Маха 1,5...2. Масса каждого заряда составляет 173 кг.
Управление производится поворотными крыльями, размещённых по Х-образной схеме. Крылья поворачиваются в диапазоне 28° с помощью гидропневматического привода. По +-образной схеме размещены стабилизаторы. Компоновка второй ступени с поворотным крылом обеспечивает создание достаточной тяги для взлёта ракеты при углах возвышения пусковой установки от 10° до 60°. Ракета позволяет поражать цели на дальностях от 11 до 45 км при высоте от 3 до 23,5 км. В модифицированных версиях зона поражения была расширена по максимальной дальности до 50 км, а по высоте поражения — до 24,5 км, кроме того появилась возможность вести стрельбу по целям вдогон на дальности до 20 км. Минимальные границы запуска ЗУР также были уменьшены по дальности до 6—7 км, а по высоте — 150 метров.

## Модификации

### Круг-М
На базе ЗУР 3М8 разрабатывалась универсальная ракета для борьбы не только с самолётами, но и с баллистическими ракетами. В конструкцию ракеты были внедрены элементы ГСН от ЗУР 3М9, а также установлена новая боевая часть с направленным действием. ЗУР была способна поражать баллистические ракеты на дальности до 150 км. Однако, в связи с началом разработок комплекса С-300В работы в данном направлении были свёрнуты. Наименование «Круг-М» впоследствии получила модернизированная версия противосамолётного ЗРК 2К11М.

### КС-42
Корабельная версия ракеты 3М8 для ЗРК М-31 морского базирования. Характеристики соответствовали базовому варианту.

### Ракета-мишень
В 1994 году была продемонстрирована радиоуправляемая ракета-мишень 9М316М «Вираж».